# Kaufvideo
Ein Kaufvideo ist ein Video, das zum Verkauf angeboten wird. Das Video kann z. B. auf einem Datenträger (z. B. DVD) gespeichert sein oder wird über das Internet abgerufen (Video-on-Demand). Der Kauf eines Videos per Download wird Download-to-Own genannt. 
Bei einem Kauf geht nicht das Eigentum des Videos an den Käufer über, sondern nur der Datenträger sowie Verpackung, ein eventuell vorhandenes Booklet sowie weitere Beigaben. Der Käufer erhält indes nur ein eingeschränktes Nutzungsrecht. Das Eigentum am Videos verbleibt beim Urheber. Wie dieses Nutzungsrecht aussieht, definiert der Rechteinhaber (Urheber) sowie das Urheberrechtsgesetz.